# زغرودة الفنجان
زغرودة الفنجان هي رواية فلسطينية للكاتب حسام زهدي شاهين، صدرت عام 2015 عن دار الأهلية للنشر والتوزيع في عمان، الأردن. تتناول الرواية بأسلوب أدبي درامي قضية حساسة تتعلق بأساليب الاحتلال الإسرائيلي لتجنيد العملاء عبر الابتزاز والإسقاط، مع تسليط الضوء على التحديات النفسية والاجتماعية التي تواجه الفلسطينيين في هذا السياق.

## موضوع الرواية
تتناول الرواية موضوع الإسقاط الأمني، وهي عملية تستخدمها أجهزة الاستخبارات الإسرائيلية لتجنيد الفلسطينيين عبر استغلال نقاط ضعفهم المختلفة، بما في ذلك الابتزاز المرتبط بالجنس أو المال. تقدم الرواية رؤية إنسانية ونفسية للصراع الداخلي الذي يعيشه الأفراد المجندون، حيث يعانون من تضارب بين انتمائهم الوطني وضغوط الاحتلال.

## الأسلوب الأدبي
تميزت الرواية بأسلوب أدبي مشوق يجمع بين الواقعية والرمزية. اعتمد الكاتب على سرد غني بالتفاصيل ليصور عمق المعاناة الإنسانية والصراعات النفسية التي يعيشها أبطال الرواية، مما جعلها عملاً أدبيًا قادرًا على إثارة مشاعر القارئ وتحفيزه للتفكير.

## التأثير
حظيت الرواية بإشادة واسعة من النقاد والقراء، حيث وصفها البعض بأنها عمل أدبي مؤلم وجارح لكنه شديد الأهمية. أشاد النقاد بقدرة شاهين على تسليط الضوء على قضية حساسة بطريقة متوازنة، تجمع بين النقد الاجتماعي والتحليل النفسي، مما يجعل الرواية وثيقة أدبية تعكس الواقع الفلسطيني.